# Chốt hãm

Chốt hãm - A: mới, B: khi lắp chốt, C: kiểu lò xo, D: tiết diện của chốt định vị kiểu truyền thống

Chốt hãm (còn gọi là chốt đuôi cá) là chi tiết bằng kim loại với hai nhánh răng và có thể bị bẻ cong đi khi lắp chốt để cố định các chi tiết khác, tương tự như ghim dập hay đinh rivê. Thông thường nó được làm từ sợi dây kim loại với tiết diện ngang hình bán nguyệt, một chiếc chốt định vị mới (hình A) sẽ có các bề mặt phía trong là mặt phẳng, vì thế nó trông gióng như một hình trụ tròn bị xẻ giữa (hình D). Khi được lắp đặt, hai đầu của chốt được uốn cong ra xa nhau và như thế nó bị khóa lại tại chỗ (hình B). Để thuận tiện cho việc uốn cong các thanh răng lúc ban đầu thì một trong hai thanh răng được làm dài hơn so với thanh răng còn lại.
Chốt hãm thường được dùng để tăng độ an toàn cho các loại khóa hãm khác, chẳng hạn chốt chữ U hay với đai ốc hãm bu lông khi bu lông có khoan lỗ để định vị ốc, không cho nó bị trôi ra do bị trờn ren.

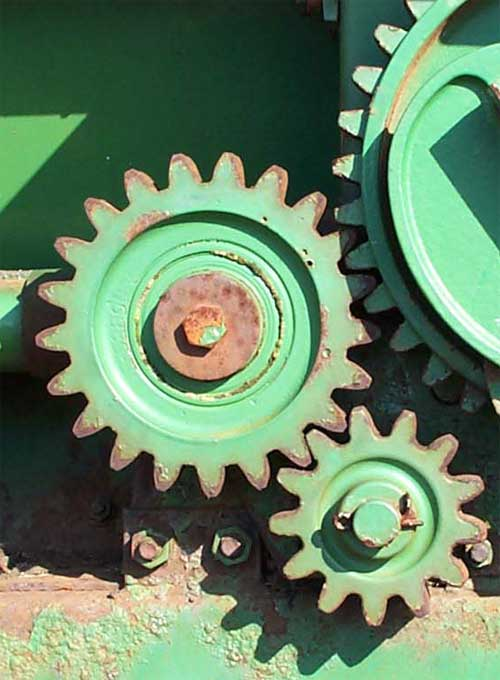
Các bánh răng của một cỗ máy; với bánh răng nhỏ nhất dùng chốt hãm.

Chốt hãm nói chung được làm từ kim loại không cứng lắm để giúp cho dễ tháo lắp chúng, nhưng điều này cũng làm cho nó không nên dùng ở những nơi mà chi tiết phải chịu lực biến dạng lớn, và nói chung là luôn luôn nên thay thế chúng chứ không nên dùng lại, vì sự mỏi kim loại có thể làm cho chúng trở thành vô dụng.
Chốt hãm kiểu lò xo cũng được sản xuất, nhưng chúng không được thiết kế để uốn cong vĩnh cửu. Trong kiểu thiết kế này, chỉ có đoạn thanh răng của chốt mà chui qua trục được giữ nguyên, còn đoạn thanh răng kia được uốn cong để bọc lấy mé ngoài của trục (hình C). Kiểu chốt hãm này thường được làm từ các sợi kim loại tròn với sự gia cố nhiệt để làm cho nó cứng hơn so với kiểu chốt hãm thông thường.